# هیر تکنالوجیز
هیر تکنالوجیز (انگلیسی: Here Technologies) شرکت نرم‌افزاری هلندی است، که در سال ۱۹۸۵ تأسیس شد.